# Domenico Bova
Domenico Francesco Maria Bova (Roccella Ionica, 22 novembre 1946 – Bologna, 9 luglio 2019) è stato un politico italiano, già deputato della Repubblica Italiana.

## Biografia
Diplomato ragioniere, è funzionario di partito. Nel 1990 viene eletto consigliere comunale per il PCI a Roccella Ionica e ricopre il ruolo di vicesindaco, dal 1993 al 1995 diventa sindaco del comune per il PDS.
Viene eletto per la prima volta deputato della Repubblica Italiana alle elezioni politiche del 1994 nel collegio uninominale di Siderno tra le file dei Progressisti. Viene poi confermato alla Camera, sempre nel collegio di Siderno, nelle due successive elezioni politiche del 1996 e 2001 tra le file de L'Ulivo. Termina il proprio mandato parlamentare nel 2006.